# 拉吉斯拉夫·克雷伊奇 (1999年出生足球运动员)
拉吉斯拉夫·克雷伊奇（捷克語：Ladislav Krejčí，1999年4月20日—），捷克职业足球运动员，司职中场或中后卫，效力于西甲俱乐部赫罗纳和捷克國家足球隊。

## 俱乐部生涯

### 布爾諾
2016年10月2日，克雷伊奇献上职业生涯首秀，帮助布爾諾主场3比3逼和布拉格斯巴達。2018年5月13日，攻入联赛首球，帮助球队4比1大胜特普利采。

### 布拉格斯巴达

#### 2019/20赛季
2019年6月6日，克雷伊奇与布拉格斯巴達签约，合同期四年。7月20日，克雷伊奇在对阵亚布洛内茨的比赛中首次代表斯巴达出战。同年8月，参加对阵特拉布宗的欧联杯预选赛第三杯主客场比赛。2020年6月，克雷伊奇在4比1战胜利貝雷茨的联赛中打入在斯巴达的处子球。同年7月份的捷克杯决赛，帮助球队2比1战胜利貝雷茨夺冠。

#### 2020/21赛季
2020年9月，克雷伊奇与队友利伯爾·科扎克确诊COVID-19，缺席对阵兹林的联赛。10月22日，参加对阵里尔的欧联杯揭幕战，在比赛第23分钟被红牌罚下。12月16日，捷甲第12轮对阵帕尔杜比采的比赛中，克雷伊奇恶意肘击了对手托马什·索利尔，裁判在查看VAR录像后将他红牌罚下，事后他被足球联赛协会停赛四场。
2021年3月22日，克雷伊奇与斯巴达续约至2025年。4月3日，在对阵特普利采的比赛中上演帽子戏法，16分钟内连入三球，帮助球队取得7比2大胜。

#### 2021/22赛季
2021年7月20日，克雷伊奇在对阵维也纳迅速的欧冠预选赛第二轮首回合伤愈复出，为球队贡献一个进球，惟球队1比2不敌对手。四天后，在对阵奥洛穆茨西格的联赛第一轮取得进球。同月，在对阵维也纳迅速的欧冠预选赛次回合较量中拉伤肌肉，缺阵至11月。11月21日，参加伤愈复出后首场比赛，在对阵里昂的欧联杯小组赛中进球，帮助球队4比3击败对手。
2022年5月18日，随球队参加对阵斯洛瓦茨科的捷克杯决赛，惟球队1比3惜败对手，止步亚军。

#### 2022/23赛季
2022年7月，博熱克·多奇卡爾宣告退役，克雷伊奇接任球队队长。因背部负伤，缺席了前9轮的比赛，至10月1日才参加对阵克拉洛韋的比赛。一周后，在对阵布爾諾的比赛中进账两球，帮助球队4比0击败对手。
2023年5月，克雷伊奇以队长身份帮助斯巴达取得2014年以来的首个联赛冠军，个人获捷克足球協會颁发2022–23赛季最佳中场球员。同年5月27日，当选捷甲赛季最佳球员，击败射手榜排名第二的布尔诺前锋雅库布·热兹尼切克，以及队友阿斯格·索倫森。

#### 2023/24赛季
2023年9月22日，克雷伊奇在主场3比2战胜阿里斯利马索尔的比赛中梅开二度，被评为欧联杯小组赛首轮最佳球员。三天后，在对阵布拉格斯拉維亞的布拉格德比大战赛后与斯拉维亚队长扬·博日尔发生扭打，随后被罚下场。之后在10月中旬的国际比赛日期间受伤，至11月底在对阵兹林的联赛中回归。
2024年2月10日，在联赛第一轮3比0击败卡尔维纳的比赛中剪刀脚射门。3月10日，在斯巴达客场0比4不敌比尔森胜利的比赛，克雷伊奇收到斯巴达生涯第五张红牌，打破乔治·霍莫拉1954年创下的四张红牌纪录，刷新斯巴达球员在捷甲的红牌纪录。同年5月，帮助斯巴达实现捷甲两连冠，同时夺得国内杯赛冠军。

### 赫罗纳
2024年6月14日，克雷伊奇与西甲球队赫罗纳签约五年。8月15日，在对阵皇家贝蒂斯比赛中替补出场，首次亮相西甲联赛。

## 国家队生涯
2022年3月，克雷伊奇获捷克国家队主教练雅罗斯拉夫·西尔哈维征召。
2023年3月24日，参加捷克3比1战胜波蘭的歐洲國家盃外圍賽，开场仅27秒就率先破门，创下捷克国家队进球最快纪录。6月17日，在对阵法羅群島的比赛中再下一城，帮助捷克3比0轻取对手。
2024年5月28日，入选捷克参加2024年歐洲足球錦標賽26人大名单。

## 生涯数据

### 俱乐部
最後更新：2025年2月23日
| 球队         | 赛季    | 联赛 | 联赛 | 联赛 | 国家杯 | 国家杯 | 欧战 | 欧战 | 总计 | 总计 |
| 球队         | 赛季    | 组别 | 出场 | 进球 | 出场   | 进球   | 出场 | 进球 | 出场 | 进球 |
| ------------ | ------- | ---- | ---- | ---- | ------ | ------ | ---- | ---- | ---- | ---- |
| 布爾諾       | 2016–17 | 捷甲 | 13   | 0    | 2      | 0      | —    | —    | 15   | 0    |
| 布爾諾       | 2017–18 | 捷甲 | 11   | 1    | 0      | 0      | —    | —    | 11   | 1    |
| 布爾諾       | 2018–19 | 捷乙 | 23   | 3    | 3      | 0      | —    | —    | 26   | 3    |
| 布爾諾       | 总计    | 总计 | 47   | 4    | 5      | 0      | —    | —    | 52   | 4    |
| 布拉格斯巴达 | 2019–20 | 捷甲 | 23   | 0    | 4      | 0      | 2    | 0    | 29   | 0    |
| 布拉格斯巴达 | 2020–21 | 捷甲 | 20   | 8    | 3      | 2      | 5    | 1    | 28   | 11   |
| 布拉格斯巴达 | 2021–22 | 捷甲 | 21   | 5    | 3      | 2      | 7    | 2    | 31   | 9    |
| 布拉格斯巴达 | 2022–23 | 捷甲 | 19   | 13   | 2      | 0      | —    | —    | 21   | 13   |
| 布拉格斯巴达 | 2023–24 | 捷甲 | 26   | 8    | 2      | 0      | 11   | 3    | 39   | 11   |
| 布拉格斯巴达 | 总计    | 总计 | 109  | 34   | 14     | 4      | 25   | 6    | 148  | 44   |
| 赫罗纳       | 2024–25 | 西甲 | 16   | 2    | 1      | 0      | 7    | 0    | 24   | 2    |
| 总计         | 总计    | 总计 | 172  | 40   | 20     | 4      | 32   | 6    | 224  | 50   |

注释
1. ↑  捷克盃
2. 1 2  欧足联欧洲联赛
3. ↑  欧联杯出场四次、进球一枚，欧冠出场两次、进球一枚，欧协联出场一次
4. ↑  欧冠出场两次，欧联杯出场九次、进球三枚
5. ↑  欧冠出场

### 国家队
最後更新：2024年10月14日
| 国家队 | 年份 | 出场 | 进球 |
| ------ | ---- | ---- | ---- |
| 捷克   | 2022 | 2    | 0    |
| 捷克   | 2023 | 5    | 2    |
| 捷克   | 2024 | 9    | 1    |
| 总计   | 总计 | 16   | 3    |

#### 国家队进球纪录
注：下表进球比分和最终比分以捷克队得分为先。
| #  | 比赛日期      | 比赛场地                   | 对手     | 进球比分 | 最终比分 | 比赛                       |
| -- | ------------- | -------------------------- | -------- | -------- | -------- | -------------------------- |
| 1. | 2023年3月24日 | 捷克布拉格伊甸園體育場     | 波蘭     | 1–0      | 3–1      | 2024年歐洲足球錦標賽外圍賽 |
| 2. | 2023年6月17日 | 法罗群岛托爾斯港托尔斯球场 | 法罗群岛 | 1–0      | 3–0      | 2024年歐洲足球錦標賽外圍賽 |
| 3. | 2024年3月26日 | 捷克布拉格雷特斯加体育场   | 亞美尼亞 | 1–1      | 2–1      | 友谊赛                     |

## 个人荣誉
斯巴达布拉格
- 捷克盃冠军：2019–20（英语：2019–20 Czech Cup）、2023–24（英语：2023–24 Czech Cup）[35]
- 捷克足球甲级联赛冠军：2022–23（英语：2022–23 Czech First League）[23]、2023–24（英语：2023–24 Czech First League）[34]

个人
- 西甲月度最佳进球（英语：La Liga Goal of the Month）：2024年12月[42]
- 《福布斯》捷克版“30位30岁以下最有才华的人”榜单：2024年[43]